# Кубок Андорри з футболу 2019
Кубок Андорри з футболу 2019 — 27-й розіграш кубкового футбольного турніру в Андоррі. Титул володаря кубка вперше здобув Енгордані.

## Календар
| Раунд        | Дата            | Матчі | Клуби  |
| ------------ | --------------- | ----- | ------ |
| Перший раунд | 20 січня 2019   | 4     | 12 → 8 |
| 1/4 фіналу   | 14 березня 2019 | 4     | 8 → 4  |
| 1/2 фіналу   | 3-4 квітня 2019 | 2     | 4 → 2  |
| Фінал        | 26 травня 2019  | 1     | 2 → 1  |

## Перший раунд
| Команда 1               | Рахунок        | Команда 2                   |
| ----------------------- | -------------- | --------------------------- |
| 20 січня 2019           |                |                             |
| Каррой (2)              | 1:3            | Уніо Еспортива Санта-Колома |
| Пенья Енкарнада (2)     | 1:1 пен. 11:10 | Енкамп                      |
| Атлетік (Ескальдес) (2) | 2:1            | Ордіно                      |
| Ла-Массана (2)          | 0:3            | Лузітанос                   |

## 1/4 фіналу
| Команда 1                   | Рахунок | Команда 2                   |
| --------------------------- | ------- | --------------------------- |
| 14 березня 2019             |         |                             |
| Інтер (Ескальдес-Енгордань) | 0:1 дч  | Уніо Еспортива Санта-Колома |
| Енгордані                   | 2:1     | Пенья Енкарнада (2)         |
| Сан-Жулія                   | 3:0     | Атлетік (Ескальдес) (2)     |
| Санта-Колома                | 6:0     | Лузітанос                   |

## 1/2 фіналу
| Команда 1                   | Рахунок      | Команда 2    |
| --------------------------- | ------------ | ------------ |
| 3 квітня 2019               |              |              |
| Уніо Еспортива Санта-Колома | 0:0 пен. 3:5 | Енгордані    |
| 4 квітня 2019               |              |              |
| Сан-Жулія                   | 1:2          | Санта-Колома |

## Фінал
| 26 травня 2019 20:30 (EEST) |

| Енгордані           | 2:0      | Санта-Колома |
| ------------------- | -------- | ------------ |
| Ріахі 65' Гомес 88' | Протокол |              |

| Естаді Насьйональ, Андорра-ла-Велья |